# تپه گورکی
تپه گورکی مربوط به سدهٔ ۵ و ۶ هجری است و در شهرستان تایباد، بخش باخرز، دهستان بالا ولایت، ۱ کیلومتری جنوب شهرک شهید بهشتی واقع شده و این اثر در تاریخ ۲۶ دی ۱۳۸۶ با شمارهٔ ثبت ۲۰۵۸۶ به‌عنوان یکی از آثار ملی ایران به ثبت رسیده است.